# 柔伊·黛絲香奈
柔伊·克萊兒·黛絲香奈（1980年1月17日—），是一位美國女演員、創作歌手。
黛絲香奈於1999年的電影處女作《冒牌醫生》後，便令觀眾印象深刻而迅速竄紅，隨後並於電影《成名在望》與《高校瘋神榜》中飾演配角。黛絲香奈接著開始擔任主角，演出的電影包括《最愛妳》、《精靈總動員》、《走過冬季》、《星際大奇航》、《綠野仙蹤之奇幻王國》、《沒問題先生》與《戀夏500日》。
自2001年起，黛絲香奈開始與夥伴薩曼莎·謝爾頓一起於爵士卡巴萊演出《如果星星都是可愛寶貝》（If All the Stars Were Pretty Babies）。她會演奏鋼琴、打擊樂器、木琴、班鳩琴與烏克麗麗，也曾多次於電影中獻唱。黛絲香奈與M. Ward共組了團體她與他（She & Him），並於2008年3月18日發行首張專輯《Volume One》，於2010年3日23日發行次張專輯《Volume Two》，於2011年發行 《A Very She & Him Christmas》，於2013年發行《Volume Three》。黛絲香奈不時為她的電影唱歌。
黛絲香奈在2009年與載俏妞的死亡計程車主唱本杰明·吉巴德結婚；2011年12月時登記離婚，2012年1月公布二人正式離婚，透露離婚前已經分居，而離婚後在專訪中表示他們現在是很好的朋友。

## 早期生活
黛絲香奈於1980年1月17日出生於美國洛杉磯。黛絲香奈擁有多國血統－法國、瑞士、荷蘭、英國、愛爾蘭等。她的父親是曾被提名奧斯卡最佳攝影獎的導演與攝影師，她的姊姊是主演《欲骨查》的演員艾蜜莉·黛絲香奈。黛絲香奈是在一個天主教家庭中成長。
黛絲香奈幼年的正式住處雖然是洛杉磯，但是她大部分的時間都在跟隨父親旅行拍攝。她在一個訪問透露「我現在很慶幸曾有過這麼多旅行的經歷，只是幼年的我很討厭使我離開洛杉磯的朋友、面對陌生環境與食物的旅行。」。
黛絲香奈就讀預科的時候，結識了積·佳蘭賀和姬·韓遜。她在高中期間也有唱歌，並已計劃了投身唱歌事業。黛絲香奈在就讀西北大學 (伊利諾州)九個月後便停學，成為了一名演員。

## 演藝事業
2024年3月，黛絲香確認主演亞馬遜MGM的浪漫喜劇電影《Merv》，該片由Jessica Swale執導，Linsey Stewart和Dane Clark編劇。 主要拍攝於2024年4月在北卡羅來納州的威爾明頓開始，並於6月完成。

## 個人生活
2009年9月，黛絲香奈與本杰明·吉巴德在華盛頓 西雅圖公證結婚，2011年11月1日，兩人宣布分居，隨後在2011年12月27日申請離婚，原因是兩人意見分歧不合。離婚於2012年12月12日通過，黛絲香奈離婚後在專訪中透露離婚前已經分居，表示他們現在仍是很好的朋友。
2011年9月21日，黛絲香奈的姊姊艾美生了小男孩亨利，她成了姨媽。
黛絲香奈對蛋類、乳製品、麩質過敏，過去曾奉守純素飲食。但是根據2010年3月健康雜誌的採訪，因為對食物的敏感，使她難以保持一般全素食者般的健康，因此已經放棄純素飲食。放棄純素飲食前一年，在美國電視台節目名師薈萃第1季第8集中，由互相競爭的廚師們來挑戰為她的家人和朋友準備沒有含任何蛋類、奶類、黃豆及麩質的宴席。

## 電影電視劇作品
| 年份       | 片名                                                                   | 角色                                         | 註                            |
| ---------- | ---------------------------------------------------------------------- | -------------------------------------------- | ----------------------------- |
| 1998       | Veronica's Closet                                                      | Elena                                        |                               |
| 1999       | 冒牌醫生（Mumford）                                                    | Nessa Watkins                                |                               |
| 2000       | 成名在望（Almost Famous）                                              | Anita Miller                                 |                               |
| 2001       | Manic                                                                  | Tracy                                        |                               |
| 2002       | 失魂落魄（Abandon）                                                    | Samantha Harper                              |                               |
| 2002       | Sweet Friggin' Daisies                                                 | Zelda                                        | 短片                          |
| 2002       | 高校瘋神榜（The New Guy）                                              | Nora                                         |                               |
| 2002       | 麻煩大了（Big Trouble）                                                | Jenny Herk                                   |                               |
| 2002       | 麥田捕手的女孩（The Good Girl）                                        | Cheryl                                       |                               |
| 2002       | Frasier                                                                | Jen                                          |                               |
| 2003       | 精靈總動員（Elf）                                                      | Jovie                                        |                               |
| 2003       | House Hunting                                                          | Christy                                      | 短片                          |
| 2003       | 最愛妳/真實女孩(All the Real Girls)                                    | Noel                                         |                               |
| 2003       | 一日聚散(Whatever We Do)                                               | Nikki                                        | 短片                          |
| 2004       | Cracking Up                                                            | Heidi                                        |                               |
| 2004       | 天才家族（Eulogy）                                                     | Kate Collins                                 |                               |
| 2005       | 豌豆公主(Once Upon a Mattress)                                         | Lady Larken                                  | 迪士尼音樂劇                  |
| 2005       | 走過冬季(Winter Passing)                                               | Reese Holden                                 |                               |
| 2005       | 星際大奇航（The Hitchhiker's Guide to the Galaxy）                     | Tricia McMillan/Trillian                     |                               |
| 2005       | 单身毒妈(Weeds)                                                        | Candy Striper Stripper / French Maid (voice) |                               |
| 2006       | 賴家王老五（Failure to Launch）                                        | Kit                                          |                               |
| 2006       | 單身毒媽 (Weeds)                                                       | Kat Wheeler                                  | 影集四集                      |
| 2006       | 生還是死(Live Free or Die)                                             | Cheryl "Chunky" Lagrand                      |                               |
| 2007       | 燕麥餅乾店（Flakes）                                                   | Miss Pussy Katz                              |                               |
| 2007       | Raving                                                                 | Katie                                        | 短片                          |
| 2007       | 美好生活(The Good Life)                                                | Frances                                      |                               |
| 2007       | 說做就做（The Go-Getter）                                              | Kate                                         |                               |
| 2007       | 尋找夢奇地（Bridge to Terabithia）                                     | Miss Edmunds                                 |                               |
| 2007       | 衝浪季節（Surf's Up）                                                  | Lani Aliikai                                 | 配音                          |
| 2007       | 刺殺傑西（The Assassination of Jesse James by the Coward Robert Ford） | Dorothy Evans                                |                               |
| 2007       | 綠野仙蹤之奇幻王國(Tin Man)                                            | DG                                           | 科幻影集                      |
| 2008       | 破天慌（The Happening）                                                | Alma Moore                                   |                               |
| 2008       | 不可思議（Gigantic）                                                   | Happy                                        | 巨大 [2008] Gigantic          |
| 2008       | 辛普森家庭電影版（The Simpsons）                                       | Mary                                         | 配音一集                      |
| 2008       | 沒問題先生（Yes Man）                                                  | Allison                                      |                               |
| 2009       | 戀夏500日（(500) Days of Summer）                                      | Summer Finn                                  | 日舞影展首映                  |
| 2009       | 识骨寻踪（Bones）                                                      | Margaret Whitesell                           | 第5季第10集                   |
| 2011       | 王子殿下（Your Highness）                                              | Belladonna                                   |                               |
| 2011－2018 | 俏妞報到 （New girl）                                                  | 「潔絲」卡·克里斯多佛·戴伊                   | 主演；共同執行製作（第4–7季） |
| 2015       | 沙漠飆高音（Rock the Kasbah）                                          | Ronnie                                       |                               |
| 2015       | 迷失地帶（The Driftless Area）                                         | Stella                                       |                               |
| 2016       | 魔髮精靈（Trolls）                                                     | Bridget                                      |                               |

- 我的白癡老哥 Our Idiot Brother
- 愛情冒險家 The Go-Getter

## 外部連結
- Zooey Deschanel在互联网电影资料库（IMDb）上的資料（英文）
- 柔伊·黛絲香奈的Facebook專頁
- 柔伊·黛絲香奈的Instagram帳戶